# Ngô Kinh
Ngô Kinh (chữ Hán: 吳京, Wu Jing; tên tiếng Anh: Jason Wu hay Jacky Wu; sinh ngày 3 tháng 4 năm 1974) là một nam diễn viên, võ sĩ và đạo diễn người Trung Quốc. Anh nổi tiếng với thể loại phim truyền hình và điện ảnh võ thuật của Hồng Kông. Ngô Kinh xếp thứ nhất trong Danh sách 100 ngôi sao nổi tiếng Trung Quốc theo Forbes năm 2019 và thứ 23 năm 2020.

## Thiếu niên
Ngô Kinh thuộc dòng dõi "Chính Hoàng Kỳ", một trong "Thượng Tam Kỳ" của Hoàng tộc Mãn Châu. Anh sinh trưởng tại Bắc Kinh, Trung Quốc trong một gia đình nhà võ. Anh là con một, từ nhỏ đã được cha quản lý chặt chẽ vì tính khí nghịch ngợm, hiếu động của mình.
Năm 6 tuổi, anh được đưa vào học võ tại viện võ thuật Bắc Kinh ở Thập Sát Hải. Năm 13 tuổi, anh được chọn vào đội tuyển Wushu Bắc Kinh. Tại đây anh làm quen với những tháng ngày luyện tập vất vả dưới sự chỉ dẫn của sư phụ Ngô Bân, người từng đào tạo cho Lý Liên Kiệt, Chân Tử Đan và Triệu Văn Trác. Thời gian sau, do tập luyện quá mức nên anh bị thoái hóa xương cột sống, dẫn đến tê liệt hai chân.
Sau khi xuất viện, mặc dù đôi chân vẫn chưa khỏi hẳn, nhưng anh vẫn quyết tâm trở lại lớp tập thể lực như bao bạn khác. Sư phụ Ngô Bân đã giúp đỡ Ngô Kinh vượt qua những khó khăn trong thời gian này, ông đã đưa anh đến với những cuộc thi võ thuật, lúc này anh được 16 tuổi. Trong vòng hai năm, anh đã đem về hàng loạt các danh hiệu quán quân toàn quốc qua các nội dung như quyền, đao, thương...
Năm 1992 (18 tuổi), một chấn thương trong khi thi đấu đã khiến chân phải của Ngô Kinh bị thương nghiêm trọng dẫn đến nguy cơ tàn phế, điều đó khiến anh cảm thấy rất hụt hẫng, nản chí. Anh dọn ra ở riêng, xa lánh bạn bè, gia đình. Đến một hôm, khi đi chợ mua thực phẩm, Ngô Kinh bắt gặp bọn xấu đang cưỡng hiếp một cô gái, anh liền ra tay đánh đuổi bọn chúng, sau đó mới nhận ra chân phải của mình đã có cảm giác lại. Vì việc làm này, Ngô Kinh được tuyên dương trên báo đài. Anh có niềm tin trở lại và quyết tâm chữa trị bằng vật lý trị liệu.
Năm 1994, vết thương lành, anh trở lại trường thể dục thể thao. Một năm sau, giống như Thành Long và Chân Tử Đan, võ sĩ Ngô Kinh bước vào con đường của một diễn viên võ thuật dưới sự dẫn dắt của Viên Hòa Bình.

## Sự nghiệp
Năm 1995, đoàn làm phim điện ảnh Thái Cực quyền của Hồng Kông đến trường Thể dục thể thao Bắc Kinh để tìm một nam diễn viên có căn bản võ thuật cho phim, và Ngô Kinh đã được Viên Hòa Bình chọn. Khó khăn lắm đạo diễn này mới thuyết phục được nhà trường cho mượn Ngô Kinh trong 4 tháng, vì vào thời điểm đó Ngô Kinh cũng đang chuẩn bị đi thi đấu võ thuật toàn quốc.
Trong vai diễn đầu đời, được hợp tác với các đạo diễn nổi tiếng: Trương Hâm Viêm, Viên Hòa Bình, lại đóng chung với diễn viên gợi cảm Chung Lệ Đề khiến Ngô Kinh không tránh khỏi sự hồi hộp. Anh không diễn tả hết tình cảm của nhân vật và tệ nhất là mỗi lần diễn cảnh đánh nhau, anh đều đánh thật và rất mạnh tay với bạn diễn, vì không biết đánh thế nào cho vừa phải. Nhưng bù lại, gương mặt ngây thơ, trong sáng của anh đã thuyết phục được đạo diễn và khán giả.
Thái Cực quyền ra mắt thành công. Ngô Kinh tiếp tục được Trương Hâm Viêm mời tham gia phim Công phu tiểu tử phá tình quan trong năm đó, và phim cũng được khán giả đón nhận. Thành công bước đầu với điện ảnh đã góp phần đưa Ngô Kinh rời khỏi trường lớp để đi vào con đường diễn xuất chuyên nghiệp.

### Nổi tiếng trên màn ảnh nhỏ
Rời khỏi trường học, Ngô Kinh tham gia hai bộ phim truyền hình cổ trang của Viên Hòa Bình là Thái cực tôn sư và Thiếu Lâm tự (hợp tác cùng Phàn Thiếu Hoàng, Chu Ân, Tiền Gia Lạc...). Vai diễn của Ngô Kinh trong Thiếu Lâm tự được giới chuyên môn đem ra so sánh với Lý Liên Kiệt, người từng đóng vai này trong bộ phim điện ảnh cùng tên vào năm 1982.
Những loạt phim truyền hình kể trên là bước đầu giúp Ngô Kinh được nhiều khán giả yêu thích. Tuy vậy, các đạo diễn cho rằng anh chỉ giỏi biểu diễn các màn võ thuật đơn thuần chứ không giỏi diễn tả tâm lý nhân vật, nên không dám mời anh vào những vai diễn đòi hỏi nhiều về diễn xuất nội tâm. Chỉ đến khi Ngô Kinh thể hiện khá tốt vai Càn Long trong phim Giang sơn vi trọng thì các đạo diễn mới nhìn nhận khả năng của anh.
Thuở ban đầu thành công với điện ảnh, nhưng sau đó có vẻ như Ngô Kinh lại nổi tiếng nhiều hơn nhờ các phim truyền hình.

### Tiến vào điện ảnh
Năm 2001, Ngô Kinh được Viên Hòa Bình tiến cử với Từ Khắc để anh cùng hợp tác với những tên tuổi như Trịnh Y Kiện, Trương Bá Chi, Cổ Thiên Lạc... trong bộ phim điện ảnh Thục Sơn kỳ hiệp. Tuy vậy, Thục Sơn kỳ hiệp lại là một trong những phim không thành công của Từ Khắc do dùng kỹ xảo quá nhiều. Năm sau, đạo diễn võ thuật nổi tiếng Lưu Gia Lương mời anh đóng bộ phim Túy mã lưu, trong phim anh đã diễn tả những môn võ hầu quyền và túy quyền khá đặc sắc, nhưng rồi phim vẫn không thành công như mong đợi.
Năm 2005, anh góp mặt trong hai phim điện ảnh: Nhất tiễn song điêu và Sát Phá Lang. Trong đó, vai diễn đặc biệt trong phim Sát Phá Lang của Diệp Vĩ Tín đã đánh dấu một bước quan trọng trong sự nghiệp điện ảnh của anh. Trong phim này, lần đầu tiên Ngô Kinh đóng vai phản diện: anh vào vai Jack, một sát thủ có vẻ mặt ác độc, tính cách lạnh lùng tàn bạo, chỉ biết tuân lệnh cấp trên. Bộ phim là sự quy tụ của ba thế hệ diễn viên võ thuật: Chân Tử Đan, Hồng Kim Bảo và Ngô Kinh. Ngô Kinh đã có một trận đấu tay đôi với Chân Tử Đan ở đoạn gần cuối phim, trở thành trận giao đấu ấn tượng nhất của bộ phim.
Thành công của Sát Phá Lang giúp Ngô Kinh được nhiều nhà làm phim điện ảnh chú ý. Từ năm 2006 đến 2008, anh có 8 tác phẩm điện ảnh, trong đó có một số phim ăn khách như Hắc quyền (2006), Nam nhi bản sắc (2007), Điệp vụ song sinh (2007), Huyết chiến (2008) và một phim của Hollywood: Xác ướp 3: Lăng mộ Tần Vương (2008).

### Chiến Lang 2
Ngày 27 tháng 7 năm 2017, Ngô Kinh cho ra mắt bộ phim điện ảnh mang đề tài quân sự Chiến Lang 2 (Wolf Warrior 2) do chính anh đạo diễn, viết kịch bản và đảm nhiệm vai chính. Phim nhận được sự đón nhận rất tích cực từ phía khán giả và lập kỷ lục doanh thu phòng vé với tốc độ chóng mặt. Với kinh phí chỉ 200 triệu nhân dân tệ nhưng chỉ sau 11 ngày kể từ khi phát hành, bộ phim đã thu về gần 3,4 tỷ nhân dân tệ tại phòng vé trong nước, vượt qua bộ phim "Mỹ nhân ngư" của ngôi sao điện ảnh Hồng Kông Châu Tinh Trì để trở thành bộ phim có doanh thu cao nhất mọi thời đại của Trung Quốc. Tổng doanh thu của Chiến Lang 2 đạt tới 870 triệu USD trên toàn cầu, trong đó thị trường Trung Quốc chiếm 98% doanh thu.

## Đời tư
Ngô Kinh là một trong số ít các diễn viên nổi tiếng có đời tư ít scandal. Anh kết hôn cùng MC Tạ Nam vào năm 2014. Ngô Kinh vì chấn thương nặng trong lúc quay phim nên phải đeo nạng trong lễ cưới của mình. Vợ chồng anh đã có hai con trai tên Ngô Sở Vị và Ngô Vô Lự.

## Thông tin thêm
- Ngô Kinh vì không huy động đủ tiền để làm bộ phim Chiến Lang 2 nên phải thế chấp căn nhà của hai vợ chồng. Việc làm này của Ngô Kinh nhận được sự động viên ủng hộ của vợ. Bộ phim sau khi công chiếu đã đạt doanh thu kỷ lục trong lịch sử điện ảnh Trung Quốc.
- Ngô Kinh có dịp đối đầu với Chân Tử Đan trong một phân cảnh võ thuật của phim Sát Phá Lang. Cả hai xảy ra tin đồn rằng lợi dụng trong cảnh quay này Chân Tử Đan đã ra tay rất nặng với Ngô Kinh, thậm chí là vào vết thương sẵn của Ngô Kinh. Dù báo chí tốn rất nhiều giấy mực về vấn đề này, nhưng cả hai đều không ai xác nhận và thậm chí có động thái đăng ảnh chung để xóa tan nghi ngờ của mọi người.

## Phim đã đóng

### Điện ảnh
| Năm  | Phim                                           | Tên tiếng Anh                       | Vai diễn          | Bạn diễn |
| ---- | ---------------------------------------------- | ----------------------------------- | ----------------- | --- |
| 1996 | Thái Cực quyền                                 | Tai Chi Boxer                       | Học Văn           | Chung Lệ Đề, Billy Chow, Darren Shahlavi, Hồ Huệ Trung, Mark Cheng, Shun Lau, Hai Yu, Chuen-Hua Chi              |
| 1996 | Công phu tiểu tử phá tình quan                 |                                     |                   | |
| 2001 | Thục Sơn kỳ hiệp                               |                                     |                   | Trịnh Y Kiện, Trương Bá Chi, Cổ Thiên Lạc                                                                        |
| 2002 | Túy mã lưu                                     |                                     |                   | |
| 2005 | Sát Phá Lang                                   | SPL: Sha Po Lang / Kill Zone        | Jack              | Chân Tử Đan, Hồng Kim Bảo, Nhậm Đạt Hoa, Liêu Khải Trí, Hạ Thiều Thanh, Trương Trí Nghiêu                        |
| 2005 | Nhất tiễn song điêu                            |                                     |                   | |
| 2006 | Hắc quyền / Hợp đồng giết thuê                 | Fatal Contact / Underground Fighter |                   | Ronald Cheng, Miki Yeung                                                                                         |
| 2006 | May mắn từ trên trời rơi xuống                 |                                     |                   | |
| 2007 | Điệp vụ song sinh                              | Twins Mission                       | Lưu Hi / Lưu Thần | Hồng Kim Bảo, Thái Trác Nghiên, Chung Hân Đồng, Nguyên Hoa, Trương Thiến, Thạch Tu, Lý Xán Sâm, Trương Chí Hằng  |
| 2007 | Bản sắc anh hùng                               | Invisible Target                    | Thiên Dưỡng Sinh  | Tạ Đình Phong, Dư Văn Lạc, Phùng Tổ Danh                                                                         |
| 2008 | Huyết chiến                                    | Fatal Move / Triad Wars             | Lạc Thiên Hồng    | Hồng Kim Bảo |
| 2008 | L For Love, L For Lies                         |                                     |                   | |
| 2008 | Xác ướp 3: Lăng mộ Tần Vương                   |                                     |                   | |
| 2008 | Sát thủ huyền thoại                            | Legendary Assassin                  | Bruce             | Celina Jade, Kara Hui                                                                                            |
| 2009 | Cơ khí hiệp                                    |                                     |                   | |
| 2009 | 36 chước yêu                                   |                                     |                   | |
| 2010 | Toàn thành giới bị                             | City Under Siege                    |                   | |
| 2010 | Nguyệt quang bảo hợp                           |                                     |                   | |
| 2011 | Tây phong liệt                                 |                                     |                   | |
| 2011 | Tân Thiếu Lâm tự                               | Shaolin                             |                   | |
| 2011 | Khai tâm ma pháp                               | A Magic To Win                      |                   | Cổ Thiên Lạc, Ngô Tôn, Ngô Thiên Ngữ                                                                             |
| 2013 | Bất Nhị Thần Thám                              |                                     |                   | |
| 2014 |                                                |                                     |                   | |
| 2015 | Chiến Lang                                     | Wolf Warrior                        | Lãnh Phong        | Scott Adkins, Kevin Lee, Dư Nam, Nghê Đại Hồng, Chu Hiểu Âu, Thạch Triệu Kì                                      |
| 2015 | Sát Phá Lang 2                                 | SPL II: A Time for Consequences     | Jack (Chí Kiệt)   | Tony Jaa, Cổ Thiên Lạc, Nhậm Đạt Hoa, Max Zhang                                                                  |
| 2016 | Nguy Thành Tiêm Bá - Huyết Chiến               | Call of Heroes - The Deadly Reclaim | Trương Diệc       | Cổ Thiên Lạc, Lưu Thanh Vân, Bành Vu Yến, Ngô Đình Diệp, Khương Hạo Văn, Giang Sơ Ảnh, Liêu Khải Trí, Viên Tuyền |
| 2017 | Chiến Lang 2                                   | Wolf Warrior 2                      | Lãnh Phong        | Ngô Kinh, cenlina Jade, Trương Hàn, Ngô Cương, Frank Grillo,                                                     |
| 2017 | Công Thủ Đạo                                   | Gong Shou Dao                       |                   | Ngô Kinh, Tony Jaa, Chân Tử Đan, Lý Liên Kiệt, Jack Ma                                                           |
| 2018 | Xuyên không gặp tổ tông / Tổ tông thập cửu đại | The faces of my gene                | Mai Biện Pháp     | |
| 2019 | Lưu lạc địa cầu                                | The Wandering Earth                 | Lưu Bồi Cường     | Ngô Mạnh Đạt, Khuất Sở Kiêu, Lý Quang Khiết                                                                      |
| 2019 | Nhà Leo Núi                                    | The Climber                         | Phương Ngũ Châu   | Chương Tử Di, Hồ Ca, Trương Dịch, Thành Long                                                                     |
| 2021 | Trận chiến hồ Trường Tân                       | Battle at the Changjin Lake         |                   | Lý Thần, Hồ Quân, Chu Á Văn...                                                                                   |
| 2022 | Trận chiến hồ Trường Tân 2                     |                                     |                   | |
| 2023 | Lưu lạc địa cầu 2                              |                                     |                   | |
| 2023 | Cá mập siêu bạo chúa 2: Vực sâu                |                                     |                   | |

### Truyền hình
| Năm  | Phim | Vai diễn                  | Bạn diễn                                                                                                | Số tập |
| ---- | --- | ------------------------- | --- | ------ |
| 1997 | Thái cực tôn sư太 極 宗 師 Master of Tai Chi                                                                 | Dương Dục Càn             | Phàn Diệc Mẫn, Vu Hải, Vương Quần, Huệ Anh Hồng                                                         | 25     |
| 1998 | Đốt cháy Thiếu Lâm tự新 少 林 寺The new Shaolin Temple                                                       | Giác Viễn, Tiểu Hổ        | Phàn Thiếu Hoàng, Chu Nhân, Tiền Gia Lạc                                                                | 19     |
| 1998 | Thuỷ Hử Hậu Truyện : Thức Huyết Vấn Kiếm新水浒后传：拭血问剑                                                 | Tây Môn Kim Ca            | Dương Minh Na, Tào Tuấn, Khâu Chiêm Văn                                                                 | 27     |
| 1999 | Tiểu Lý phi đao小李飛刀Legend of Dagger Lee                                                                  | A Phi                     | Tiêu Ân Tuấn, Phạm Băng Băng, Cao Hùng, Tiêu Tường, Giả Tịnh Văn, Du Phi Hồng                           | 40     |
| 2000 | Loạn thế đào hoa 亂 世 桃 花 Love in the turbulent times                                                     | Bùi Nguyên Khánh          | Du Phi Hồng, Ngô Mạnh Đạt, Ông Gia Minh, Lâm Lập Dương, Trương Quần, Thiệu Phong, Bào Quốc An           | 32     |
| 2000 | Đại Nhân Vật :Tuyệt mệnh Uyên Ương : Phàm Nhân Vương Đại Đầu 大人物 : 凡 人 杨 大 头 : 凡人杨大头 The bigwig | Dương Phàm                | Quý Cần, Trần Chí Bằng, Trương Hằng, Trần Tuấn Sanh                                                     | 30     |
| 2001 | Vó Ngựa Tây Phong 策马啸西风 The Legend Of Chinese Dragon                                                    | Mạnh Tinh Hồn             | Đào Hồng, Hình Mân Sơn, Du Phi Hồng                                                                     | 40     |
| 2001 | Hổ phụ sinh hổ tử                                                                                            |                           | |        |
| 2001 | Giang sơn nhi nữ kỷ đa tình江 山 兒 女 幾 多 情                                                              | Càn Long                  | Quách Đào, Tăng Lê, Trương Giai Nam                                                                     | 30     |
| 2001 | Đại Khâm Sai Chi Hoàng Thành Thần Ưng大钦差之皇城神鹰                                                        | Tề Vân Ngạo               | Hàm Tiếu, Trần Lệ Phong                                                                                 | 22     |
| 2002 | Thiếu Lâm Võ Vương少林武王 Shaolin King Of Martial Arts                                                      | Đàm Chí/Thích Thiếu Chính | Pháp Đề Mạch Nhã Kỳ, Thuần Vu San San, Cao Hải Yến, Huỳnh Dịch, Đồng Đại Bảo, Kế Xuân Hoa               | 22     |
| 2002 | Giang sơn vi trọng江 山 為 重 My love beloved                                                                | Càn Long                  | Phạm Băng Băng, Nguỵ Tông Vạn                                                                           | 31     |
| 2002 | Nam thiếu lâm                                                                                                | Phương Thế Ngọc           | |        |
| 2003 | Thiện nữ u hồn                                                                                               | Gia Cát Lưu Vân           | Từ Hi Viên, Tuyên Huyên, Nhiếp Viễn, Trần Hiểu Đông, Thẩm Hiểu Hải, Nguyên Hoa, Điềm Nữu, Đặng Tuỵ Văn  | 40     |
| 2003 | Trong mắt anh chỉ có em                                                                                      |                           | |        |
| 2003 | Tân thiên tằm biến                                                                                           | Vân Phi Dương             | Hà Mỹ Điền, Lý Tiểu Nhiễm                                                                               |        |
| 2004 | Giang sơn nhi nữ kỷ đa tình江 山 兒 女 幾 多 情                                                              | Tề Vân Ngạo               | Hàm Tiếu, Trần Lệ Phong                                                                                 |        |
| 2004 | Nam thiếu lâm tam thập lục phòng                                                                             | Phương Thế Ngọc           | Viên Vịnh Nghi                                                                                          |        |
| 2005 | Anh hùng thủy hử                                                                                             | Thời Thiên                | Ninh Tịnh, Ngô Quân, Trương Tử Kiến, Thương Dung, Dương Đông, Dương Kiện Quảng, Nghiêm Côn, Uyển Mĩ Gia | 28     |
| 2005 | Võ Đang 2 - Wudang II                                                                                        | Vô Cực                    | Mã Tô, Trần Pháp Dung, Tiêu Ân Tuấn, Từ Thiếu Cường                                                     | 30     |
| 2012 | Tôi là lính đặc chủng 2                                                                                      | Hà Thần Quang             | Dương Thước, Lưu Hiểu Khiết, Trình Tố, Từ Giai, Triệu Tuân, Vạn Xuyến, Hồng Vệ, Phó Trình Bằng          | 40     |

### Trang thông tin/ trang cá nhân
- Ngô Kinh trên Sina Weibo
- Ngô Kinh trên IMDb
- Ngô Kinh trên HKMDB
- Trang chủ Wujing.com.cn Lưu trữ ngày 29 tháng 3 năm 2008 tại Wayback Machine - bằng tiếng Hán.

### Fanpage
- kfWuJing.com - do người hâm mộ lập.
- wujing.hk - do người hâm mộ ở Hồng Kông lập.
- Wu-Jing.net Lưu trữ ngày 25 tháng 2 năm 2009 tại Wayback Machine - do người hâm mộ ở Đài Loan lập.
- Wu-Jing.org - do người hâm mộ lập, bằng tiếng Anh.
- Wu-Jing.info Lưu trữ ngày 16 tháng 4 năm 2011 tại Wayback Machine - do người hâm mộ ở Việt Nam lập.
- Ngô Kinh Lưu trữ ngày 3 tháng 3 năm 2008 tại Wayback Machine - kungfucinema.com

### Clip các pha hành động
- Cảnh đấu võ với Chân Tử Đan trong Sát Phá Lang.
- Cảnh đấu võ với 3 người trong Fatal Contact.